# HNRNPC
HNRNPC (англ. Heterogeneous nuclear ribonucleoprotein C (C1/C2)) – білок, який кодується однойменним геном, розташованим у людей на короткому плечі 14-ї хромосоми.  Довжина поліпептидного ланцюга білка становить 306 амінокислот, а молекулярна маса — 33 670.
| 10         |  | 20         |  | 30         |  | 40         |  | 50         |
| ---------- |  | ---------- |  | ---------- |  | ---------- |  | ---------- |
| MASNVTNKTD |  | PRSMNSRVFI |  | GNLNTLVVKK |  | SDVEAIFSKY |  | GKIVGCSVHK |
| GFAFVQYVNE |  | RNARAAVAGE |  | DGRMIAGQVL |  | DINLAAEPKV |  | NRGKAGVKRS |
| AAEMYGSVTE |  | HPSPSPLLSS |  | SFDLDYDFQR |  | DYYDRMYSYP |  | ARVPPPPPIA |
| RAVVPSKRQR |  | VSGNTSRRGK |  | SGFNSKSGQR |  | GSSKSGKLKG |  | DDLQAIKKEL |
| TQIKQKVDSL |  | LENLEKIEKE |  | QSKQAVEMKN |  | DKSEEEQSSS |  | SVKKDETNVK |
| MESEGGADDS |  | AEEGDLLDDD |  | DNEDRGDDQL |  | ELIKDDEKEA |  | EEGEDDRDSA |
| NGEDDS     |  |            |  |            |  |            |  |            |

A: Аланін

C: Цистеїн

D: Аспарагінова кислота

E: Глутамінова кислота

F: Фенілаланін

G: Гліцин

H: Гістидин

I: Ізолейцин

K: Лізин

L: Лейцин

M: Метіонін

N: Аспарагін

P: Пролін

Q: Глутамін

R: Аргінін

S: Серин

T: Треонін

V: Валін

Кодований геном білок за функцією належить до рибонуклеопротеїнів. 
Задіяний у таких біологічних процесах як процесінг мРНК, сплайсінг мРНК. 
Білок має сайт для зв'язування з РНК. 
Локалізований у ядрі.